# Ал Молиначо (Лука)
Ал Молиначо (итал. Al Molinaccio) је насеље у Италији у округу Лука, региону Тоскана.
Према процени из 2011. у насељу је живело 20 становника. Насеље се налази на надморској висини од 35 м.